# 安宇植
安 宇植（アン ウシク、朝: 안우식, 1932年12月18日 - 2010年12月22日）は、日本に在住していた朝鮮語文学研究者、評論家、桜美林大学名誉教授。

## 略歴
東京府生まれ。1960年代から朝鮮語文学の日本への紹介につとめる。当時の翻訳として、北朝鮮の作家、黄健の『ケマ高原』（新日本出版社）がある。
1970年代からは、南北にこだわらずに朝鮮語文学の翻訳・紹介、研究に主眼をおき、1930年代に日本語で作品を書いた金史良の生涯を調査し、岩波新書から『金史良』を出版した。また、1930年代に書かれた研究書、金台俊『朝鮮小説史』（平凡社東洋文庫）を翻訳した。1982年、尹興吉『母（エミ）』の翻訳で日本翻訳文化賞を受賞。
その後も多くの韓国の作品を翻訳し、朝鮮語文学の日本への紹介につとめた。
2010年12月22日、肺炎のため東京都中央区の病院で死去。78歳没。

## 著書
- 金史良 その抵抗の生涯 1972 (岩波新書)
- 天皇制と朝鮮人 三一書房 1977.4
- 評伝金史良 草風館 1983.11

## 翻訳
- 三人の青年 現代朝鮮小説集 文理書院 1960
- 不屈のうた 革命の道で　金明花 朴英逸共訳 朝鮮青年社 1961
- 鴨緑江 朝鮮小説集 日本共産党中央委員会宣伝教育文化部世界革命文学選編集委員会編 新日本出版社 1963 (世界革命文学選)
- ケマ高原 黄健 新日本出版社 1965 (世界革命文学選)
- 絵本『セドリと魔法のツルハシ』ウォン・ド・ホング作　李耕雨絵　新日本出版社　1968　[3]
- 駑馬万里 抗日中国紀行 金史良 朝日新聞社 1972
- 朝鮮小説史 金台俊 平凡社 1975 (東洋文庫)
- 石枕 韓民族への遺書 張俊河 サイマル出版会 1976
- 黄昏の家 尹興吉 東京新聞出版局 1980.3
- アリラン峠の旅人たち 聞き書朝鮮民衆の世界 平凡社 1982.5 のちライブラリー
- 母(エミ) 尹興吉 新潮社 1982.8
- 韓国民衆文学論 白楽晴評論集 三一書房 1982.10
- 土地（第一部） 1-5巻 朴景利 福武書店 1983
- 韓国現代短編小説 中上健次編 新潮社 1985.5
- 続・アリラン峠の旅人たち 聞き書朝鮮職人の世界 平凡社 1988.12
- 鎌 尹興吉 神谷丹路共訳 角川書店 1989.4
- 新・韓国風土記 全5巻 ソウル市<根の深い木>社編著 読売新聞社 1989
- 掟 朴範信 林昌夫共訳 角川書店 1989.6
- 塔 韓勝源 安岡明子共訳 角川書店 1989.8
- 南部軍 知られざる朝鮮戦争 李泰 平凡社 1991.8
- まんが朝鮮の歴史 全16巻 金世泳文 李熹宰画 ポプラ社 1992.4
- アダムが目覚めるとき チャン・ジョンイル 新潮社 1992.4
- 鄭承博著作集 第1巻 新幹社 1993.10
- 若き韓国人学者の見た「大国日本」 金永明 飛鳥新社 1995.4
- ひとの子 神に挑む者 李文烈 集英社 1996.4
- ニムの沈黙 韓龍雲 講談社 1999.1 (韓国文学名作選)
- 李陸史詩集 李陸史 講談社 1999.2 (韓国文学名作選)
- 皇帝のために 李文烈 講談社 1999.4 (韓国文学名作選)
- シックスストーリーズ 現代韓国女性作家短編 キム・インスク他 集英社 2002.6
- 離れ部屋 申京淑 集英社 2005.6
- 遠いあなた 徐永恩 草風館 2005.9
- 書聖・金正喜評伝 兪弘濬 草風館 2005.9
- 反日ナショナリズムを超えて 韓国人の反日感情を読み解く 朴裕河 河出書房新社 2005.8
- いま、私たちの隣りに誰がいるのか Korean short stories 作品社 2007.5
- 実録東学農民革命史 申淳鐵、李眞榮 東学農民革命記念事業会 2008.2
- されど 洪盛原 本の泉社 2010.4
- 母をおねがい 申京淑 集英社 2011.9